# Antiohijska katehetska škola
Katehetska škola Antiohije je bila jedna od dva glavna centra proučavanja biblijske egzegeze i teologije tijekom kasne antike; druga je bila katehetska škola u Aleksandriji. 

## Karakteristike
Za razliku od kršćanskih intelektualaca Aleksandrije koji su davali naglasak na alegorijsko tumačenje Svetog pisma i težili kristologiji koja je naglašavala jedinstvo ljudskog i božanskog u naravi Isusa Krista, intelektualci Antiohije su bili skloniji da se drže dosljedne, a povremeno i tipološke egzegeze i kristologije koja je naglašavala 
razliku između ljudskoga i onog božanskoga u osobi Isusa Krista. Škola je općenito naginjala onome što bi se, u prilično ležernom smislu, moglo nazvati adoptionistička kristologija.

## Katehetska škola
Malo je poznato o njenom tradicionalnom utemeljitelju, mučeniku – svećeniku Lucijanu (umro 312. god.), osim što je bio 
obrazovani učenjak Biblije koji je revidirao tekstove Septuaginta i Novog zavjeta. Njegova strogo teološka gledišta, iako prekrivena velom misterije, možda nisu bila ortodoksna, jer Arije, Eusebije Nikomedijski i drugi arijanci su tvrdili da su bili njegovi sljedbenici ("kolege lucijanisti"), a biskup Aleksandar I. Aleksandrijski koji ih je osudio, navodi Lucijana kao onoga pod čijim su utjecajem bili. No, Eustahije iz Antiohije, pobornik nicejskog vjerovanja, vjerojatno je više reprezentirao školu sa svojom antipatijom prema onome što je smatrao Origenovim prekomjernim alegorizmom i njegovim priznanjem, protivno arijancima, prisutnosti ljudske naravi u utjelovljenom Kristu.

## Period Diodora iz Tarza
Mnogo kasnije u 4. stoljeću, zahvaljujući Diodoru iz Tarza (330. – 390.), škola Antiohije je počela dosezati vrhunac 
svoje slave. Diodor je hrabro branio Kristovu božanstvenost od Julijana Apostata (331. – 363.), rimskog cara (361. – 363.) koji je pokušao ponovno oživjeti poganstvo, a tijekom njegovog života bio je smatran stupom pravoslavlja.
Kasniji kritičari su otkrili naznake nestorijanstva u njegovu učenju, i kao rezultat toga, svi njegovi radovi, osim nekih sitnih fragmenata, su propali. Očito su među njima bili opsežni i široki radovi koji su pokrivali egzegezu, apologetiku, polemiku, pa čak i astronomiju, i ne samo da se snažno suprotstavljao aleksandrijskom alegorizmu, nego je također tumačio antiohijsku teoriju ili princip za otkrivanje dublje namjere Skriptuma (Biblije), a da je istodobno ostao vjeran njegovom doslovnom smislu.
U stupnju intelektualne moći, Diodore je zasjenio svoja dva briljantna učenika, Teodora iz Mopsuestije (350. – 428./429.) i Ivana Zlatoustog (oko 347. – 407.). Obojicu je također podučavao poznati poganski sofistički retoričar Libanije (314. – 393.), čime je ilustrirano ukrštavanje poganskih i kršćanskih kultura u tom razdoblju.
Poput Diodora, Teodor je kasnije optuživan radi nestorijanstva, pa je najveći dio njegovih ogromnih književnih djela – uključujući dogmatiku i egzegetske radove, zauvijek izgubljeno. Srećom, 20. stoljeće je vidjelo povratak nekoliko njegovih važnih tekstova koja su bila u sirijskim prijevodima (značajan je njegov komentar o Sv. Ivanu Zlatoustom i njegovim katehetskim propovjedima), kao i rekonstrukciju većeg dijela njegovog "Komentara o psalmima". Ovaj svježi dokaz potvrđuje da Teodor nije bio samo najoštriji od svih egzegeta Antiohije, primjenjujući hermeneutiku (kritičke interpretivne principe) svoje škole na utemeljeni znanstveni način, nego i izvorni teolog koji unatoč opasnim tendencijama daje jedinstveni doprinos napretku kristologije. Njegove katehetske propovijedi su neizmjerno vrijedne i za razumijevanje njegovih ideja i za svjetlo koje bacaju na sakramentalnu doktrinu i liturgijsku praksu. Za razliku od Teodora, Ivan je prvenstveno bio propovjednik; i doista, bio je jedan od najistaknutijih kršćanskih govornika pa je potpuno zaslužio titulu "Zlatousti". S izuzetkom nekoliko praktičnih rasprava i velikog broja pisama, njegovi se zapisi sastoje isključivo od govora, a većina od kojih se odnosila na Bibliju. Tu se pokazuje strogim predstavnikom antiohijskog doslovnog tumačenja, uzdržanog prema iskorištavanju čak i tradicionalne tipologije (doktrine ili teorije o odnosu Staroga zavjeta prema Novom zavjetu), ali i upozorenje na moralne i pastoralne lekcije njegovih tekstova. Ovaj interes, u kombinaciji s njegovim zorno prikazanim potencijalom, čini da njegove propovijedi postaju zrcalo društvenih, kulturnih i crkvenih prilika u suvremenoj Antiohiji i Konstantinopolu, kao i njegove samilosne brige kao pastora. Neumoran u osudama hereze, on nije bio izvorni mislilac; s druge strane, bio je izvanredan kao pisac, a poznavatelji retorike uvijek su se divili gracioznosti i jednostavnosti njegovog stila.
Posljednji, pažnje vrijedan, antiohijac je Teodoret Cirski (oko 393. – 458), u Siriji, također je imao elegantan stili.
Njegova djela su bila u rasponu enciklopedijskih, no najnezaboravnije djelo je možda njegov "Lijek za grčke bolesti", (grčki: Αντιμετώπιση των ελληνικών ασθενειών), posljednji od drevnih iskoraka protiv poganstva i njegove crkvene povijesti, nastavljajući Euzebijev rad do 428. Njegove kontroverzne rasprave su također važne jer je spretno branio antiohijsku kristologiju protiv ortodoksnog biskupa Ćirila iz Aleksandrije a bile su od ključne važnosti za dobivanje svojih vrijednijih obilježja priznatih u kalcedonskom saboru. Bio je učenjak sa sveobuhvatnim i eklektičnim umom, a njegova velika prepiska svjedoči o njegovu učenju i majstorstvu grčke proze, kao i ilustriranju povijesti i intelektualnog života toga vremena.

## Osnivači i predstavnici
Osnivači katehetske škole u Antiohiji su Doroteo i Lucijan, dva prezbitera iz Antiohije u Siriji.
Među najznačajnijim predstavnicima katehetske škole u Antiohiji bili su Ćiril Jeruzalemski, Diodor iz Tarza i njegov učenik Teodor iz Mopsuestije te patrijarh Ivan Zlatousti iz Konstantinopola. Čak je Arije, utemeljitelj arijanstva, vjerojatno stekao obrazovanje kao učenik prezbitera i mučenika Lucijana u ovoj školi.
| Redni broj                                                                                 | Dekan                                                                                      | Ime latinski • grčki • arapski (mjesto rođenja)                                            | Rođen/umro                                                                                 | Bilješke |
| Najznačajniji predstavnici katehetske škole u Antiohiji od 169. god. – početka V. stoljeća | Najznačajniji predstavnici katehetske škole u Antiohiji od 169. god. – početka V. stoljeća | Najznačajniji predstavnici katehetske škole u Antiohiji od 169. god. – početka V. stoljeća | Najznačajniji predstavnici katehetske škole u Antiohiji od 169. god. – početka V. stoljeća | Najznačajniji predstavnici katehetske škole u Antiohiji od 169. god. – početka V. stoljeća |
| ------------------------------------------------------------------------------------------ | ------------------------------------------------------------------------------------------ | ------------------------------------------------------------------------------------------ | ------------------------------------------------------------------------------------------ | --- |
| 1.                                                                                         | Teofil Antiohijski                                                                         | Theophilus • Θεόφιλος • ثيوفيلوس (Mezopotamija, dijelovi današnje Sirije i Iraka)          | 169. – (181.), (183.) ili 188.                                                             | Preobratio se na kršćanstvo kroz proučavanje Svetog pisma. Euzebije Cezarejski bilježi da se Teofil osobito odlikovao borbom protiv heretika, posebno Marcionista. Teofil je imao klasično obrazovanje i pisao je egzegetska, katehetska, protu-heretička i apologetska djela, od kojih je, pored nekoliko fragmenata, ostalo samo troknjižje Ad Autolycum. |
| 2.                                                                                         | Pavle Samosatski                                                                           | Paulus Samosatenus • Παύλος της Σαμοσάτας • بول من ساموساتا (Samosata, današnja Turska)    | ?                                                                                          | patrijarh Antiohije od 260. do 269. godine. Smatrao je da je Isus rođen kao čovek koji je postao nalik Bogu. Njegovo učenje nazvano monarhijanizam je osuđeno kao hereza 269. godine. |
| 3.                                                                                         | Lucijan Antiohijski                                                                        | Luciani • Λουκιανός • لوسيان (Samosata, današnja Turska)                                   | 250. – 312.                                                                                | Lucijan je uživao visok ugled radi svog asketeškog života i obrazovanja. I arijanci i nestorijanci su se divili i njemu i njegovoj školi. Ivan Zlatousti, Diodor i Teodor od Mopsuestie također su završili tu školu. |
| 4.                                                                                         | Arije                                                                                      | Arius • Ἄρειος • المريخ (Libija)                                                           | 250./256. – 336.                                                                           | U Aleksandriji je osnovao svoj kult koji se zvao arijanstvo. Nitko nije siguran tko mu je bio učitelj, no smatra se da je vjerojatno bio učenik Lucijana Antiohijskog. Arijev je kult učio da su Isus i Bog zasebne osobe, odnosno Krist nije isto što i Bog, već da je Sin Božji i da ga je stvorio Bog. |
| 5.                                                                                         | Eustahije Antiohijski                                                                      | Eustathius • Ευστάθιος • استاثيوس (Side, današnja Turska)                                  | ?. – 337. (346.)                                                                           | Prvi biskup Beroia, današnji Alep, a postaje antiohijski patrijarh sredinom 320.-ih, neposredno prije prvog nicejskog Sabora, gdje se istakao žestokim napadima na arijanstvo. |
| 6.                                                                                         | Markel Ankirski                                                                            | Markel • Μάρκελ • ماركيل ( ? )                                                             | ?. – ?.                                                                                    | ? |
| 7.                                                                                         | Melecije iz Antiohije                                                                      | Meletios • Μελέτιος • مليتيو (Malatija, današnja Mala Armenija)                            | ?. – 381.                                                                                  | bio je kršćanski biskup, ili patrijarh Antiohije od 360. godine sve do svoje smrti. |
| 8.                                                                                         | Ulfilas Antiohijski                                                                        | Ulphilas • vʊlfila • أولفيلاس ( ? )                                                        | 311. – 383.                                                                                | dobio je nadimak: "Mali vuk", izvorno vjerojatno "pripada Vuku, Vukov" bio je jedan od prvih, možda i prvi biskup Tervingena. Razvio je gotsku abecedu da bi prevodio Bibliju. |
| 9.                                                                                         | Ćiril Jeruzalemski                                                                         | Cyrillus • Κύριλλος • سيريل (Jeruzalem, današnji Izrael)                                   | 313. – 386.                                                                                | 350. godine je naslijedio jeruzalemskog patrijarha. Od mnogih njegovih spisa sačuvana je njegova katehetika. On je svojim slavnim katehezama dao sjaj književnom pravcu kateheza. |
| 10.                                                                                        | Diodor iz Tarza                                                                            | Diodoros • Διόδωρος • ديودوروس (Antiohija)                                                 | ?. – prije 390. godine                                                                     | Studirao je filozofiju u Ateni zajedno sa svojim prijateljem Bazilijem od Cezarije. U Antiohiji je bio poznat po svojoj privrženosti pravoslavlju dok su u njegovom gradu vladali arijanski biskupi. Nakon napuštanja antiohijske škole, utemeljio je samostansku zajednicu sredinom 4. stoljeća. Godine 378. Diodoro je napustio Antiohiju da bi postao biskup u Tarzu. |
| 11.                                                                                        | Flavian Antiohijski                                                                        | Flavian • Φλαβιανή • فلافيان ( ? )                                                         | ?. – 404.                                                                                  | ? |
| 12.                                                                                        | Ivan Zlatousti                                                                             | Yoannis • Γιάννης • ايوأنس (Antiohija)                                                     | 349. – 407.                                                                                | S 18 godina upoznaje biskupa Melecija od koga je zatražio da ga krsti. Zatim započinje slušati predavanja iz egzegeze kod Diodora iz Tarza, čija je škola bila poznata po svome doslovnom tumačenju Svetog pisama, nasuprot aleksandrijskoj školi koja je pretpostavljala alegorijsko tumačenje. U zimu 380. – 381. je bio zaređen za đakona od biskupa Melecija u Antiohiji. Nakon nekoliko godina bit će imenovan za svećenika, postavši propovjednikom. Nastavljao je također pisati o različitim temama: o utjesi udovice, o ponovnoj ženidbi, o odgoju, o suživotu redovnika i redovnica, itd. Rastao je njegov dobar glas propovjednika: vjernici su zapisivali bilješke tijekom njegovih homilija. |
| 13.                                                                                        | Teodor Mopsuestijski                                                                       | Theodore • Θεόδωρος • ثيودور (Antiohija)                                                   | 350. – 428.                                                                                | bio je biskup Mopsuestie (poznat kao Teodor iz Mopsuestije ili Teodor II.) od 392. do 428. godine. Poznat je i kao Teodor iz Antiohije, od mjesta rođenja i prezbiterata. On je najpoznatiji predstavnik katehetske škole Antiohije. |
| 14.                                                                                        | Nestorije                                                                                  | Nestorius • Νεστόριο • نسطور (Germanicija , današnja Sirija)                               | 386. – 451.                                                                                | Izvori stavljaju rođenje Nestoriusa u bilo 381. ili 386. u Germaniciji u provinciji Sirije, Rimskom Carstvu (sada Kahramanmaru u Turskoj). Nestorije, koji je izvorno pripadao antiohijskoj biskupiji, postao je 428. konstantinopolski biskup, a naučavao je da su ljudska i božanska narav u Isusu Kristu podijeljene, te da Marija ne može nositi naslov "Bogorodica", nego samo "Kristorodica". Bio je to odraz razdoblja u kojem je kristologija bila u središtu crkvenoga promišljanja. |
| 15.                                                                                        | Ibas Edeski                                                                                | Ibas • Ιβες • ايفيس (Sirija)                                                               | ?. – 457.                                                                                  | bio episkop Edese od 435. do 457. Poznat je po tome što je bio optuživan za nestorijanstvo. |
| 16.                                                                                        | Theodoret                                                                                  | Theodoret • Θεοδώρητος • ثيودور (Antiohija, današnja Sirija)                               | 393. – 458./466.                                                                           | bio je utjecajan teolog antiohijske škole, komentator Biblije i kršćanstva te kršćanski biskup (423-457) |
| 17.                                                                                        | Aleksandar Hierapoliski                                                                    | Alexander • Ἀλέξανδρος • الكسندر (Sirija)                                                  | ?. – 457.                                                                                  | bio je biskup u Hierapolisu u rimskoj Siriji. |
| Katehetska škola Aleksandrije                                                              |                                                                                            |                                                                                            |                                                                                            | |